# Corpus Juris Civilis

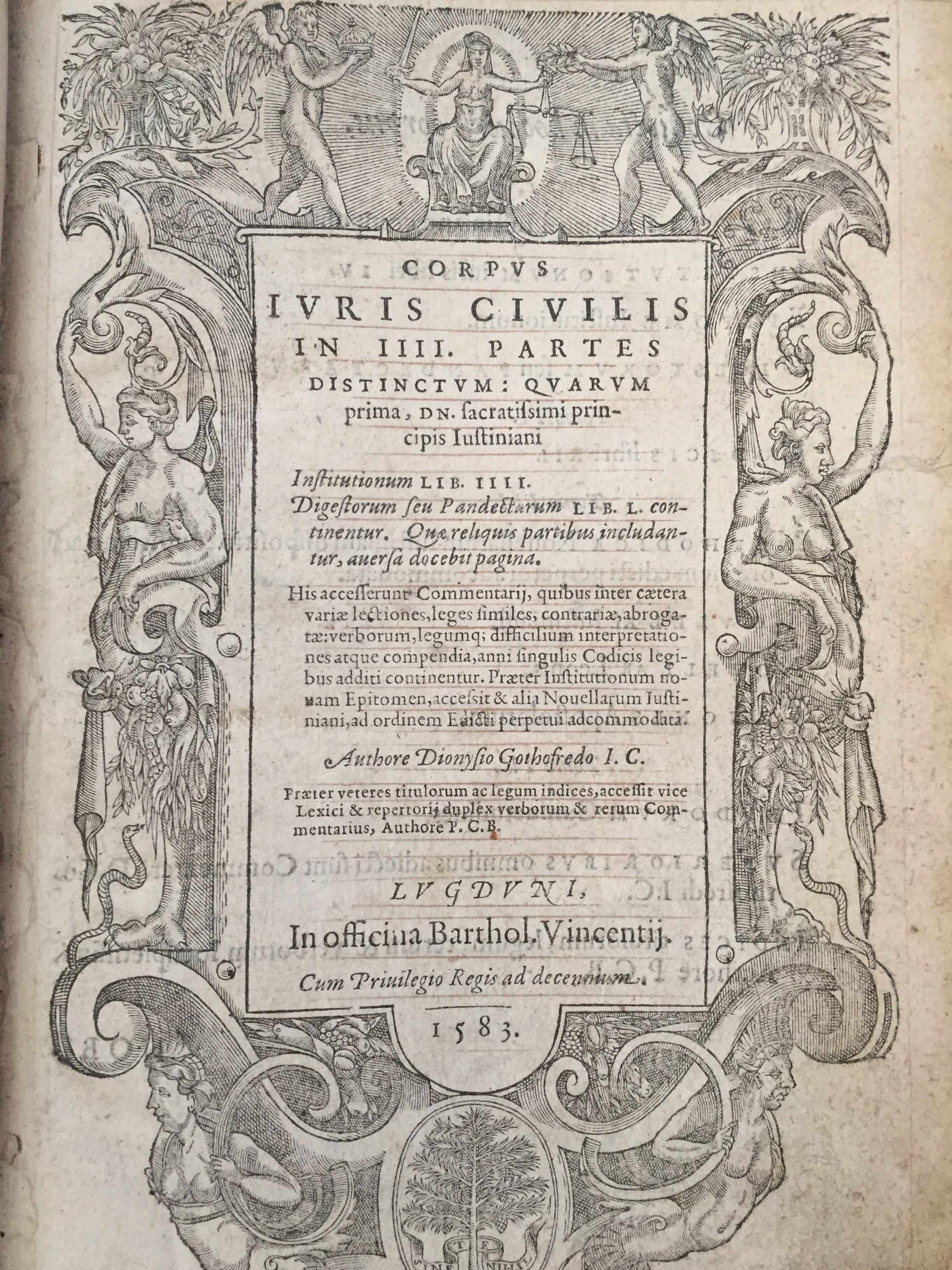
Primeira edição do "Corpus Iuris Civilis" - Dionísio Godofredo - 1583

O Corpus Juris Civilis ou Corpus Iuris Civilis Romanii (em português: Suma Completa do Direito dos Romanos) é obra jurídica fundamental publicada em meados do século VI, a partir de Edito, especial por determinação imperial, o que na ocasião viera do imperador bizantino Justiniano I (que assumiu o trono em 527 d.C.). Ele, dentro de seu projeto de unificar e expandir o Império Bizantino, viu que era indispensável criar uma legislação congruente e que tivesse capacidade de atender às demandas e litígios vivenciados à época.
A expressão Corpus Juris Civilis não é justinianeia e sua difusão se deve à edição publicada em 1583 por Dionísio Godofredo. Atualmente, entende-se que o que se convencionou chamar de Corpus Iuris Civilis compreende quatro partesː Institutas, Digesto, Código e Novelas.

## Código de Justiniano

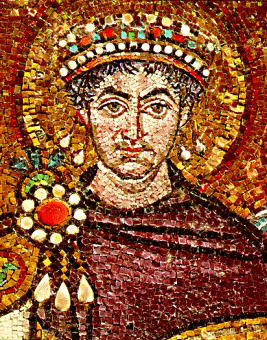
Imperador Justiniano I
Mosaico na Basílica de São Vital.

Pouco depois de assumir o poder, Justiniano, além de perceber a importância de salvaguardar a herança representada pelo direito romano, viu também a necessidade de reorganizar a legislação que se mantinha em vigor na época e a indispensabilidade de se manter as normas de direito romano, e assim, em 528, um ano após ter-se tornado imperador, nomeou uma comissão de dez membros para realizar um trabalho de seleção, catalogação e compilação das constituições imperiais vigentes (leis emanadas dos imperadores desde o governo do imperador Adriano, um confuso amontoado legislativo). O encarregado dessa comissão foi Triboniano, ministro da justiça do imperador, professor de direito da escola de Constantinopla e jurisconsulto de grande mérito. Triboniano podia nomear uma comissão para ajudá-lo e cercou-se de juristas, advogados e quatro professores, dentre os quais se destacaram Teófilo, professor da escola de Constantinopla, e Leôncio, professor da escola de direito de Berito (Beirute), com os quais inicia o enorme trabalho de compilação.
A missão dos compiladores completou-se em dois anos. O Código era destinado a substituir o Gregoriano, o Hermogeniano, as constituições particulares e o Código Teodosiano de 438. Em 7 de abril de 529, com a constituição Summa rei publicae, o imperador publica o código, intitulado Novus Justinianus Codex (Código Novo de Justiniano), e estabelece que entraria em vigor em 16 de abril daquele ano. Essa primeira obra não chegou até nós pois foi substituída por outra, já em 534. Assim, ficou conhecido por Codex Vetus (Código Velho), em contraposição ao de 534, chamado de Código Novo.

## Digesto ou Pandectas

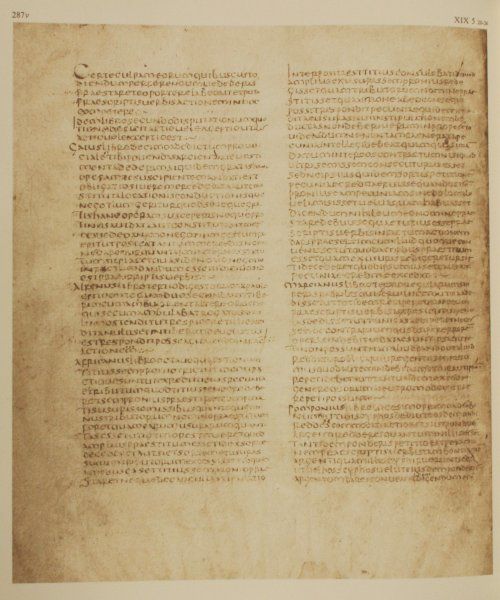
Digesto - Littera Florentina

O Digesto (do latim digerere, que significa pôr em ordem) ou Pandectas (do grego πανδέκτης (pandéktēs), que significa "aquele que inclui tudo" ou "abrangente" ), é uma compilação de fragmentos de jurisconsultos clássicos. Escrito em latim e grego (daí a dupla denominação), é a obra mais completa que a Codificação Justinianéia tem e ofereceu maiores dificuldades em sua elaboração.
Realizada a compilação das leges (constituições imperiais), era necessário resolver um problema com relação aos iura (direito contido nas obras dos jurisconsultos clássicos), que não tinham sido ainda compilados. Havia entre os jurisconsultos antigos uma série de controvérsias a solucionar. Para isso, Justiniano expediu 50 constituições (as Quinquaginata Decisiones). É provável que durante a elaboração delas surgisse a ideia da compilação dos iura.

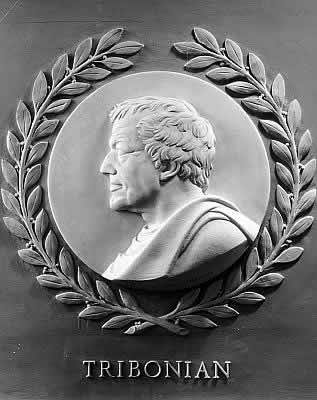
Triboniano

Na constituição Deo auctore de conceptione Digestorum, de 15/12/530, o imperador expôs seu programa referente à obra. Nos fins de 530, Justiniano encarrega Triboniano de organizar comissão de 16 membros destinada a compilar os iura. Coube a Triboniano escolher seus colaboradores. Foram escolhidos Constantino, além de Teófilo e Crátino, de Constantinopla, Doroteu, Isidoro,  da Universidade de Berito, mais onze advogados que trabalhavam junto à alta magistratura. A comissão era encarregada da seleção da matéria, bem como de dirimir dúvidas e decidir em caso de diferenças de opinião.
O Digesto diferenciava-se do Código por não ter havido anteriormente trabalho do mesmo gênero. A massa da jurisprudência era enorme, freqüentemente difícil de ser encontrada. Havia muitos autores, com pontos de vista diversos, por vezes antagônicos. A tarefa parecia ciclópica, e era temerário juntar todo esse amálgama de opiniões num trabalho homogêneo. Para o término desse projeto grandioso, previu Justiniano prazo mínimo de dez anos. No entanto, sob a presidência de Triboniano, a comissão de 16 membros, depois de compulsar cerca de 1 625 livros (com três milhões de linhas), extratando 39 jurisconsultos, concluiu o trabalho em apenas três anos. Era o Código de doutrinas seletas, Codex enucleati iuris, oficialmente denominado Digesto (Digesta) ou Pandectas (Pandectae), o qual foi promulgado em 15 de dezembro de 533, para entrar em vigor daí a 15 dias. A obra é composta de 50 livros, subdivididos em aproximadamente 1 500 títulos, segundo ao assunto. Sob cada um dos títulos figuram fragmentos de obras de mais de quarenta jurisconsultos romanos do período clássico, de Quinto Múcio Cévola, que morreu no ano 82, a Hermogeniano e Carísio (dos séculos III e IV).
Os dezesseis codificadores tiveram autorização de alterar os textos escolhidos, para harmonizá-los com os novos princípios vigentes. Essas alterações tiveram o nome de emblemata Triboniani e hoje são chamadas interpolações. A descoberta de tais interpolações e a restituição do texto original clássico é uma das preocupações da ciência romanística contemporânea.
As Pandectas constituíam uma suma do direito romano, em que inovações úteis se misturavam a decisões clássicas. Restritas, na prática, ao Império Bizantino, só no século XI foram descobertas pelo Ocidente. A comparação dos manuscritos existentes no Código de Justiniano foi o primeiro passo para o renascimento do direito, que teve como centro a Universidade de Bolonha. Quase todos os direitos modernos decorrem do direito romano e das Pandectas.
Em 2017, a YK Editora publicou a única tradução integral em língua portuguesa, em conjunto com o único manual em língua portuguesa acerca do Digesto.

## Institutas
Terminada a elaboração do Digesto, mas antes de sua promulgação, Justiniano escolheu três dos compiladores — Triboniano, Doroteu e Teófilo (estes últimos professores das escolas de Constantinopla e de Beirute) — para a organização de um manual escolar que servisse aos estudantes como introdução ao direito compendiado no Digesto. Foram dedicadas "à juventude dedicada de estudar leis" (cupidade legum juventati).
Os redatores foram fiéis ao plano das Institutas de Gaio (do século II a.C.), tendo-se servido de muitas passagens desse antigo jurista. No entanto, há inovações introduzidas de acordo com o direito vigente no Baixo-Império.
A essa comissão elaborou as Institutiones (institutas), que foi publicada em 21 de novembro de 533, um mês antes do Digesto. Foi aprovada em 22 de dezembro, pela Constituição Tanta, e entrou em vigor como manual de estudo no mesmo dia do Digesto, 30 de dezembro de 533. Por ser mais simples que o Digesto, alcançou enorme difusão; prova disso são os inúmeros manuscritos que nos chegaram.
Como uma obra de professores, destinada ao ensino, as Institutas são mais simples e mais teóricas que o Digesto. São expostas noções gerais, definições e classificações. Há controvérsias por serem excelente campo de estudo. Esse trabalho teve a mesma divisão das Institutas, de Gaio: pessoas, coisas e ações. Contudo, os livros dividem-se em títulos. Foram utilizadas na elaboração a res cotidianae, também de Gaio, as Institutas, de Florentino, de Ulpiano e de Élio Marciano, e os VII libri regularum, de Ulpiano.
Em 2021, a YK Editora publicou uma edição bilíngue integral anotada do texto das Institutas de Justiniano.

## Código Novo (Codex Justinianus repetitae praelectiones)
A publicação de novas constituições e o fato de, com a elaboração do Digesto, ter surgido contradições entre o Nouus Iustianianus Codex e as Pandectas tornou necessária uma segunda edição do Codex. Por isso, Justiniano nomeou comissão de cinco membros para atualizá-lo. O Codex repetitae praelectionis, o Código revisado, cujo conteúdo foi harmonizado com as novas normas expedidas no curso dos trabalhos, foi publicado em 16 de novembro de 534, para entrar em vigor no dia 29 de dezembro do mesmo ano. Essa obra chegou até nós. Como a primeira edição do código (elaborada em 528) foi revogada por esta segunda, e, portanto, deixou de ser utilizada, dela possuímos apenas pequeno fragmento do índice, constante de papiro encontrado no Egito no início do século XX. Esse papiro arrola as constituições contidas nos títulos 11 a 16 do livro I, e mostra que é muito pequena a correspondência da ordem das constituições aí referidas e as que se encontram nos mesmos títulos da nova edição do Código Justinianeu, que é a que chegou até nós.
O Código redigido de acordo com o sistema das compilações anteriores é dividido em 12 livros, subdivididos em títulos. As constituições estão ordenadas em cada título por ordem cronológica, como nos códigos anteriores. O Código começa por uma invocação a Cristo, em que se afirma a fé de Justiniano. Os outros títulos do Livro I são consagrados às fontes do direito, ao direito de asilo e às funções dos diversos agentes imperiais. O Livro II trata principalmente do processo. Os Livros III a VIII tratam do direito privado, o Livro IX do direito penal, os Livros X a XII foram consagrados ao direito administrativo e fiscal. Como nos códigos anteriores, encontra-se nos títulos mais que nos livros uma unidade de matéria. A técnica, porém, ainda é antiga, pois os títulos são muito numerosos e não se exclui a interpolação de certos textos (adaptações feitas pelos compiladores). O mérito da compilação, colocando todas as constituições no Código, é torná-lo obrigatório como lei do Império.

## Novelas

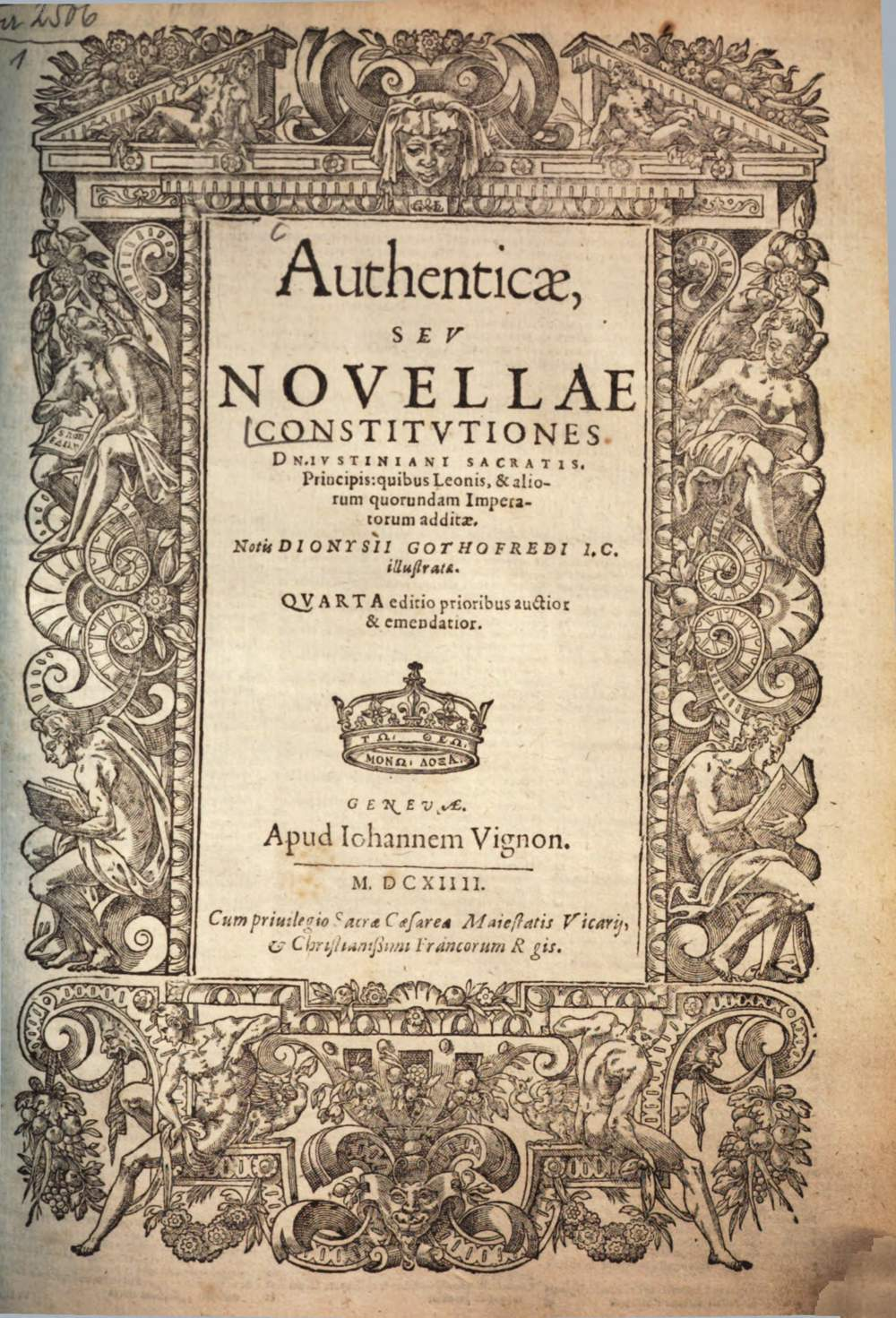
Novelas de Justiniano

As Institutas, o Digesto (Pandectas) e o Código foram as compilações feitas por ordem de Justiniano. Depois de terminada a codificação, a qual, especialmente o Código, continha a proibição de se invocar qualquer regra que nela não estivesse prevista, Justiniano reservou-se a faculdade de baixar novas leis. A segunda edição do Codex Justinianeus (534) não paralisou a atividade legiferante de Justiniano, que continuou a editar outras constituições importantes (em número de 177, da data da promulgação do Código Novo, em 535, até sua morte, em 565), introduzindo um grande número de modificações na legislação. Essas novas constituições são conhecidas por "Novas Leis", "Novelas" (Nouellae), Autênticas ou Plácida. A maioria foi editada em língua grega e contém reformas fundamentais, como no direito hereditário e no direito matrimonial.
Justiniano pretendia reunir as Novelas num corpo único. Sua morte, porém, não lhe permitiu realizar o intento, o que foi feito posteriormente, por particulares. A coleção das Novelas constitui o quarto volume da codificação justiniana.

### Anti-semitismo
O código Justiniano degradou os judeus a cidadãos de segunda classe. A partir daqui a religião judaica deixaria de ser legítima. Alguns exemplos:
- Relações sexuais entre judeus e cristãos eram proibidas, sob pena de castigo severo;
- Judeus deixaram de poder obter cargos públicos;
- Alguém que ousasse construir uma sinagoga perderia os seus bens e seria punido com a morte.

## Divisão da obra
A obra legislativa de Justiniano, por conseguinte, consta de quatro partes: Institutas (manual escolar), Digesto ou Pandectas (compilação de fragmentos da jurisprudência clássica - iura), Código (compilação de constituições imperiais - leges) e Novelas (compilação de constituições promulgadas depois de 535 por Justiniano). A esse conjunto, o romanista francês Dionísio Godofredo, em 1583, na edição que dele fez, denominou Corpus Iuris Civilis (Compilação de Direito Civil), designação essa que é hoje universalmente adotada.

## Melhor edição da obra
A melhor edição do Corpus Iuris Civilis é a dos alemães Mommsen, Krueger, Schoell e Kroll. Os dois primeiros editaram o Digesto (Pandectas); o segundo, as Institutas e o Código; e os dois últimos, as Novelas. Mais antigas, mas igualmente importantes, são as edições de Dionísio Godofredo, publicadas entre 1583 e 1664.
Para a língua portuguesa, há várias traduções das Institutas, uma única integral do Digesto e nenhuma integral do Código ou das Novelas. Do Digesto, a tradução foi empreendida pelo Conselheiro Vasconcellos nas duas primeiras décadas do século XX, mas não se tornou (à época) pública. Somente um século depois (a partir do ano de 2017) é que ela foi adaptada, complementada e publicada por uma equipe de professores da Faculdade de Direito da Universidade de São Paulo (após a descoberta por acaso dos nove volumes do manuscrito da tradução original do Conselheiro Vasconcellos). Em 2021 foi publicada uma nova tradução das Institutas de Justiniano, baseada em uma versão renovada do texto latino.

## Estrutura da obra
As Institutas estão divididas em quatro livros, subdivididos em títulos, e estes em uma parte inicial (principium) e em parágrafos. O Digesto compõem-se de 50 livros, divididos em títulos (exceto os livros XXX, XXXI e XXXII), subdivididos em leis ou fragmentos (os quais são precedidos do nome do jurisconsulto romano e da obra de onde forma retirados), e estes modernamente (nas edições antigas não o eram) em uma parte inicial (principium) e em parágrafos. O Código é constituído de 12 livros, divididos em títulos, subdivididos em leis (também chamadas constituições), e estas modernamente em uma parte inicial (principium) e em parágrafos. Finalmente, as Novelas se integram de constituições imperiais que apresentam prefácio, capítulos e epílogo.

## As interpolações
Para que os iura e as leges constantes no Corpus Iuris Civiles pudessem ter aplicação na prática, foi preciso, muitas vezes, que os compiladores fizessem substituições, supressões ou acréscimos nos fragmentos dos jurisconsultos clássicos ou nas constituições imperiais antigas. Essas alterações denominam-se interpolações ou tribonianismos.
Das interpolações distinguem-se os glosemas, denominação dada, em geral, aos erros dos copistas ou, então, às alterações introduzidas, antes da época de Justiniano, nas obras de juristas clássicos por particulares ou comissões legislativas como a que organizou o Código Teodosiano.
Tendo chegado até nós apenas parte diminuta da literatura jurídica do período clássico, para que conheçamos o direito romano dessa época é indispensável que determinemos, aproximadamente, as interpolações nos textos que compõe o Digesto e o Código, pois, assim, conseguiremos restaurar, até certo ponto, o seu primitivo teor.
O estudo das interpolações só foi iniciado realmente, na Renascença, quando os jurisconsultos da Escola Culta procuraram, com a identificação das substituições, supressões e acréscimos introduzidos nos textos que integram o Corpus Iuris Civiles, restaurar o direito clássico romano em sua pureza. Nos séculos XVI e XVII, muito se trabalhou nessa pesquisa, destacando-se romanistas do porte de Cujácio e Antônio Frave. Posteriormente, o estudo das interpolações quase foi deixado de lado. Apenas no final do século XIX, com a publicação, em 1887, da célebre obra Gradenwitz, Interpolationem in den Pandekten — na qual se sistematizam os métodos de busca às interpolações —, é que essa pesquisa ressurgiu com grande intensidade. No início do século XX, de tal modo se dedicaram os romanistas à caça das interpolações que se chegou ao exagero. Presentemente, processa-se movimento de revisão crítica com referência às passagens interpoladas.
Para a identificação das interpolações, há vários métodos. Alguns demonstram, com segurança, a existência delas; outros não, mas servem, utilizados em conjunto, para evidenciá-los. Entre os métodos existentes destacam-se:
1. o textual - a interpolação pode ser demonstrada quando o mesmo texto clássico chegou até nós, com redações diferentes, no Corpus Iuris Civiles e em fonte pré-justinianéia; ou então, quando há repetição, com alterações, do mesmo texto na própria codificação de Justiniano;
2. o histórico - anacronismo em texto do período clássico constante do Corpus Iuris Civiles revela a existência de interpolações;
3. o lógico - ilogismo entre as diferentes partes de um texto — e a lógica era uma das características dos jurisconsultos clássicos — é indício de que ele foi interpolado;
4. o filológico - o vocabulário, a gramática e o estilo dos jurisconsultos clássicos e dos bizantinos diferem acentuadamente; daí, pelo estudo desses elementos ser possível a identificação de interpolações.

Para ilustração, um exemplo de interpolação revelada pelo método histórico. No Digesto XXX, 1 (fragmento atribuído a Ulpiano), declara-se:
"Per omnia exaequata sunt legata e fideicomissis" (em tudo são iguais legados e fideicomissos).
Ora, por outras fontes sabemos que a fusão dos legados e fideicomissos só foi feita no tempo de Justiniano; portanto, Ulpiano, que viveu séculos antes, quando havia diferenças entre legados e fideicomissos, não poderia ter feito essa afirmação: trata-se, pois, de um texto interpolado.

## A redescoberta do Corpus Juris Civilis

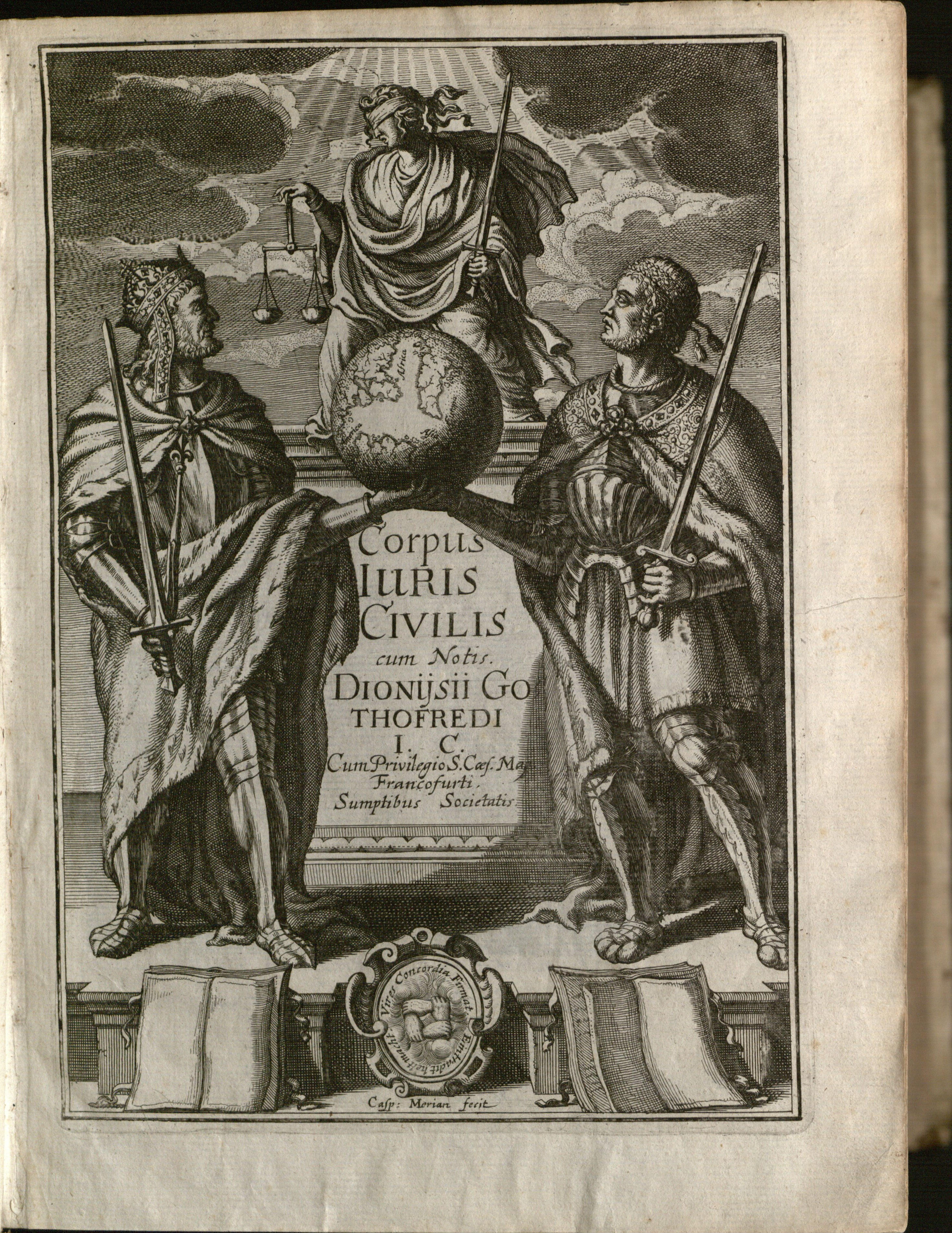
Corpus Iuris Civilis (1663).

O Corpus Juris Civilis vigorou no Império Romano do Oriente até 1453. No Ocidente, no entanto, permaneceu desconhecido durante quase toda a Idade Média, escondidas em bibliotecas empoeiradas de alguns mosteiros. O Ocidente veio a redescobrir o Corpus Juris Civilis perto do ano de 1100. As compilações presentes nessa obra, então, passaram a ser estudadas nas universidades recém-formadas.
Dessa forma, o direito romano foi se tornando o fundamento principal da ciência jurídica em toda a Europa e, aliando-se a elementos do direito canônico, concebeu o Ius Commune, que significa direito comum para todo o Ocidente.
O direito do Corpus Iuris Civilis é também chamado de direito romano erudito. A recepção desse direito foi diferente em cada país: na Itália e no sul da França foi tomado como base do sistema já no século XIII, visto que o Direito Romano vulgar se encontrava bastante arraigado. Já no norte da França, o Ius Commune possuía uma função apenas residual, pois o Direito consuetudinário germânico foi conservado. Na Alemanha, houve uma recepção tardia desse direito: ocorreu somente por volta do ano 1500, através de uma decisão oficial que determinou o abandono dos antigos costumes e a adoção do Direito Romano. Enquanto na Inglaterra, a recepção à influência do Direito Romano diverge de todas as outras: resistiu a ele quase inteiramente, conservando seu Direito costumeiro.

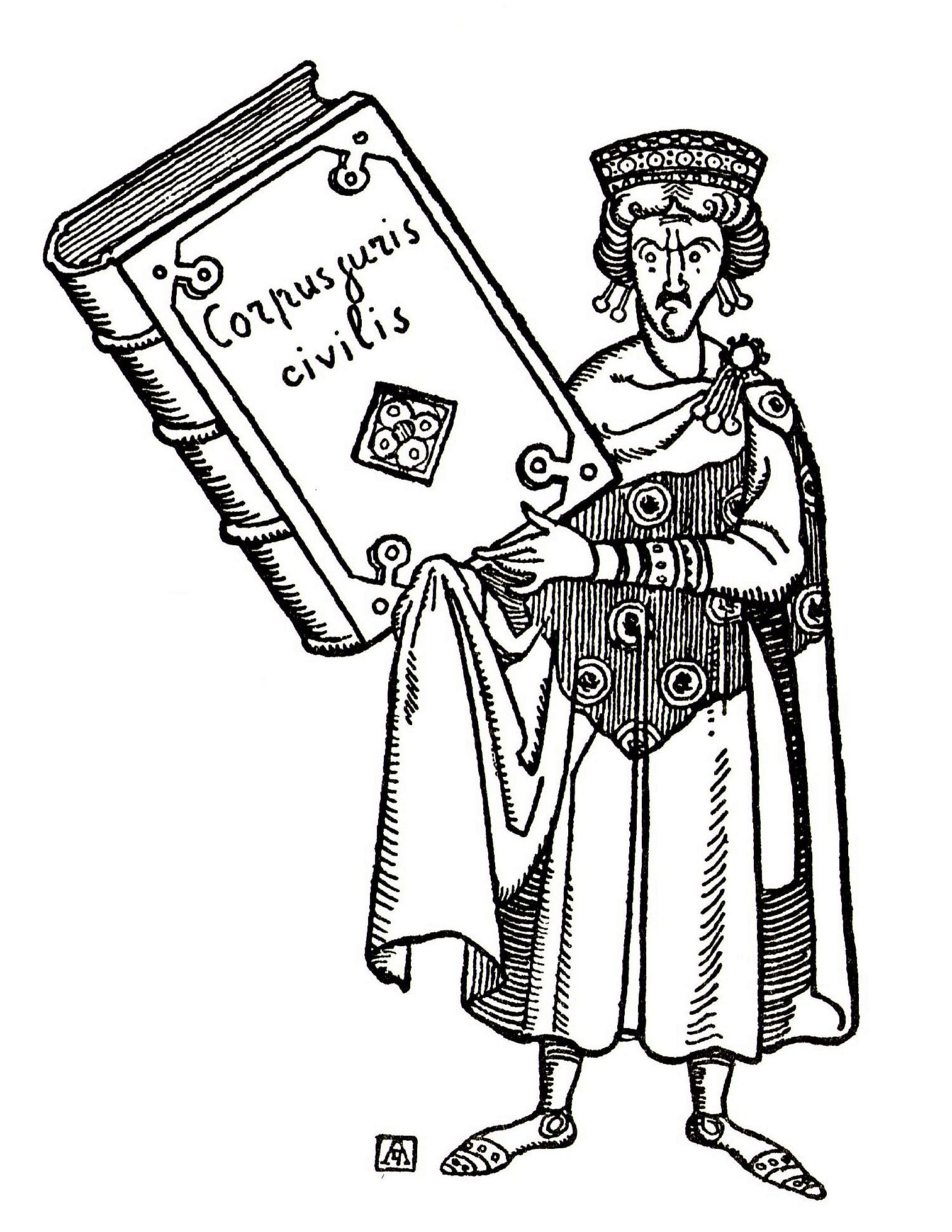
Caricatura de Justiniano segurando um volume do Corpus Juris Civilis.

São vários os fatores que fizeram com que se fosse retomado dessa forma o Direito Romano na Idade Média. Primeiramente porque o Corpus Iuris Civilis era a síntese do Direito Romano em seu período mais abundante e sofisticado, além de alguns fatores externos como o suporte da Igreja Romana, que fundamentava a educação de seus juristas nele, e o apoio dos imperadores que estavam ansiosos para se libertar dos bloqueios feudais e viam no Corpus uma reserva infinita de fundamentos para substanciar suas opiniões.
Três escolas deram sequência ao estudo do Direito Romano, respectivamente: a Escola dos Glosadores, a Escola dos Comentadores e a Escola Humanista.

## Legado da obra
É a base da jurisprudência latina (incluindo o direito canónico eclesiástico: ecclesia vivit lege romana) e é também um documento único sobre a vida no Império Romano no seu tempo. É uma coleção que reúne muitas fontes nas quais as leges (leis) e outras regras eram expressas ou publicadas: leis propriamente ditas, consultas senatoriais (senatus consulta), decretos imperiais, lei das sentenças e opiniões e interpretações dos juristas (responsa prudentum). Foi mérito dessa codificação a preservação do direito romano para a posteridade.
O Corpus representou uma revolução jurídica, organizando o direito romano numa forma conveniente e sob um esquema orgânico, servindo como base para os Códigos Civil e Penal da maior parte dos países ocidentais.